# Gallotia intermedia
Gallotia intermedia är en ödleart som beskrevs av Hernández, Nogales och Martín 1999. Gallotia intermedia ingår i släktet Gallotia och familjen lacertider. IUCN kategoriserar arten globalt som akut hotad. Inga underarter finns listade i Catalogue of Life.
Arten förekommer på västra Teneriffa som tillhör Kanarieöarna i Spanien. Honor lägger ägg.